# Katherine Kennicott Davis
Katherine Kennicott Davis (St. Joseph, 25 de juny de 1892 - Littleton, 20 d'abril de 1980) va ser una compositora, pianista i pedagoga estatunidenca. Popularment se la coneix com l'autora de la cançó de nadal El petit timbaler (The Little drummer boy).

## Biografia
Katherine K. Davis va néixer a Sant Josep (Missouri) el 25 de juny del 1892. A l'edat de 15 anys, Katherine va escriure la seva primera cançó, una marxa anomenada Ombra (Shadow March). Acompanyada del seu germà, que era violinista, tocava totes les peces a les que tenia accés; una de les partitures, que va portar-li es seu pare com a record d'un viatge de negocis, va ser la de Madama Butterfly (una de les seves obres preferides).
Katherine es va graduar de la secundària el 1910 a la St. Joseph High School i va entrar al Wellesley College amb la intenció de cursar-hi literatura, tot i que va acabar graduant-se en música. A Wellesley va guanyar el premi Billings de composició.
Com a pianista, organista, i compositora va impressionar a la universitat, fet que li va permetre impartir-hi classes de teoria i piano després de la seva graduació el 1914. Paral·lelament, va estudiar al New England Conservatory of Music de Boston el seu postgrau. Durant la seva posterior estada a França va estudiar amb l'eminent directora i professora, Nadia Boulanger.
Katherine va ensenyar música en la Concord Academy de Massachusetts i en Shady Hill School de Philadelphia. Durant els seus anys com a docent es va adonar de la falta de repertori coral que hi havia per a cors femenins i cors no professionals. Moltes de les obres que Katherine va compondre es van crear amb l’objectiu de suplir aquesta manca de repertori. Mentre estava ensenyant a Concord va estudiar música coral amb el compositor Thomas Whitney.
Va formar part de la Societat Americana de Compositors, Autors i Publicadors, a més a més, la Universitat de Stenson en Florida la va guardonar amb un doctorat honorari.
Katherine va morir el 20 d’abril del 1980 a l'edad de 87 anys, en Littleton, Massachusetts. Ella va deixar totes les seves composicions (òperes, música coral, cantates, obres per piano i també per orgue, etc) a disposició del departament de música de la universitat Wellesley.

## El petit timbaler
L'obra més cèlebre i popular de la seva extensa producció és la nadala anomenada El petit timbaler (The Little drummer boy). Katherine va arranjar i traduir una melodia d'origen txec per convertir aquesta transcripció en una nadala. Aquesta nova nadala va aparèixer al 1941 i Katherine la va signar sota el pseudònim C.R.W. Robertson. La compositora va explicar que la cançó se li va ocórrer quan estava intentant fer una migdiada, va dir que “les paraules es van escriure soles”.
La lletra de la cançó parla d'un noi pobre que no podia oferir-li un present al nadó Jesús, l'únic que podia fer era tocar el seu tambor. Amb el permís de la Verge Maria va tocar el tambor i el nadó Jesús el va correspondre amb un somriure.
La cançó la va gravar la família Trapp (Trapp family singers) sota el segell de RCA i poc després, al 1958, la va enregistrar el cor de Harry Simone. Aquestes gravacions van provocar la viralització de la nadala que ràpidament es va popularitzar al continent. L'èxit de la cançó va originar moltes versions d'altres artistes d'entre les quals destaca la versió que van fer al 1977 Bing Crosby i David Bowie que van obtenir un gran èxit comercial assolint el tercer lloc en la llista dels “singles” del Regne unit amb més de 400.000 còpies venudes. El petit timbaler es va traduir i gravar en diferents idiomes: Marlenne Dietrich la va gravar en alemany al 1964, Nana Mouskouri en francès, Raphael la va donar a conèixer en castellà al 1964 sota el nom de El pequeño tamborilero.

## Obres

### Grans obres
- Nens de Betlem, cantata nadalenca per veus blanques, 1973, Broadman Press.
- El timbaler, per solistes, cor mixt, orgue o piano, 1966, Mills Music.

- Aquest és Noel, per solistes (soprano i baix), cor mixt, oboè, piano o orgue, 1935, Remick Music.
- L'empresari amusical,, comèdia musical en un acte, 1965, G.Schirmer
- Qui és Jesús?, cantata de setmana santa per cor de veus blanques, 1974, Broadman Press.

### Obres sacres per veu i piano o orgue
- Abans sigueu bons els uns amb els altres (Efesis 4: 31), 1948, Galaxy Music.
- Beneeix Senyor, ànima meva (Salm 103), 1952, Galaxy Music.
- Estimat Senyor i Pare, R.D. Row/Carl Fischer.
- Què n’és d’amable el teu temple (Salm 84:1-3), 1952, Galaxy Music.
- Resurreccióde Llàtzer (Joan 11), 1957, Carl Fischer.
- Escoltes les nostres pregàries, R.D. Row/Carl Fischer.
- Tresor a cel, R.D. Row/Carl Fischer.
- Confia en el Senyor (Proverbis 3: 5-7), 1946, Galaxy Music.

### Obres profanes per veu i piano
- Arranjaments de cançons populars, transcripcions i textos en anglès de Katherine Kennicott Davis, Galaxy Music:
- # L’anciana sorda (cançó popular de Missouri), 1947
- # Ell ha marxat (cançó popular de Carolina del Nord),1947
- # El soldat (cançó popular de Kentucky), 1947
- # Gaites (cançó popular hongaresa), 1949
- # Escolto al molí (J'entends le moulin, cançó popular canadenca), 1949
- # El llançador (cançó popular portuguesa), 1951
- Tinc un cervatell (Thomas Moore) 1966, Galaxy Music
- Nancy Hanks (Rosemary Benét), obra sobre Nancy Lincoln, 1941, Galaxy Music

### Obres corals originals
- Al·leluia,veniu, bona gent, text de John Crowley, veus mixtes a cappela, 1941, Galaxy Music

- Els ocells de Noel, nadala per veus mixtes i piano, 1965, Galliard/Galaxy Music

- En el fosc hivern, text de Cristina Rossetti, per dos sopranos i una contralt, 1933, E.C.Schirmer

- El petit timbaler, per soprano i contralt o per cor a quatre veus i piano, 1958, Shawnee Press
- El nostre Déu es una roca, per veus mixtes i piano, 1949, C.C.Birchard
- Himnes de les estacions, per cor infantil i piano (7 originals i 3 arranjaments), 1963, B.F.Wood Music
- Pastors, desperteu!, per veus mixtes a cappella, 1938, Remick Music
- Canta gloria, text de Jonh Crowley, per veus mixtes, duet de soprano i contralt i piano, 1952, Remick Music

### Obres instrumentals originals
- Xeremeia, per piano, 1956, J.Fischer

### La sèrie de Concord
- Llibre de piano Concord, 4 volums, 1925-1927, No. 600, 601, 602, 604
- Ventafocs, opereta amb cançons populars en tres actes, No.616
- Cançons de la llibertat, 1942, No.621

### Arranjaments d'obres d'altres compositors
- Bois épais (ària d’Amadis de Lully), per veu i piano, 1956, Galaxy Music
- Déu encara és viu (Gott lebet noch de Bach), per veu i acompanyament de piano o orgue, 1955
- Les ovelles poden pasturar segures (Schafe können sicher weiden de Bach), per cor mixt i piano, 1942, Galliard/Galaxy Music

### Altres edicions i arranjaments
- A mesura que cau la nit, nadala tradicional arranjada per veus mixtes i piano, 1942, Galaxy Music
- Desperta, terra hivernal, nadala holandesa, traducció de Thomas Blackburn, 1936, E.C.Schirmer
- El llibre del campanar, 1943, Remick Music
- El llibre de nadales del campanar, per dos sopranos i contralt a cappella, 1958, Remick Music
- El llibre del carrer Bow, cançons populars per soprano, alto i baríton, 1951, Birchard Music
- Nadala del timbal, cançó popular txeca, per quatre veus, 1941, B.F. Wood Music Company
- Primers himnes americans, himnes i versos de l’època colonial, 1975, Galaxy Music
- Quatre madrigals isabelins, per quartet de cordes, 1962, G.Schirmer
- El cor infantil “La galàxia”, 1945, Galaxy Music
- El turó verd, cor infantil i duet de soprano i contralt, 1938, E.C.Schirmer
- El turó verd, obra sacre dividida en tres parts per veus femenines (dos sopranos i una contrat), 1940, E.C.Schirmer
- Silencia la carn humana, nadala francesa transcrita per cor i piano, 1941, B.F.Wood Music
- Que totes les coses que ara visquin, cançó popular gal·lesa, el text és de John Crowley, per cor, 1939, E.C.Schirmer
- Oh Senyor, la nostra ajuda en èpoques passades, himne de Santa Anna amb lletra de Isaac Watts, per cor mixt i piano, 1941, Boston Music
- Pregària d’acció de gràcies, cançó popular holandesa, veus mixtes a cappella, 1936, E.C. Schirmer
- Canta al Senyor, vint cançons sacres per solista i acompanyament d’orgue o piano, 1948, Carl Fisher

- Tu ets Déu, per dos sopranos, una contralt i piano, 1960, Galaxy Music